# آشاغی‌بوک (مرزیفون)
آشاغی‌بوک (به ترکی استانبولی: Aşağıbük) یک منطقهٔ مسکونی در ترکیه است که در مرزیفون واقع شده‌است.